# Semelangulus unifasciatus
Semelangulus unifasciatus is een tweekleppigensoort uit de familie van de Tellinidae. De wetenschappelijke naam van de soort is voor het eerst geldig gepubliceerd in 1867 door Sowerby.